# Saut à ski aux Jeux olympiques de la jeunesse d'hiver de 2012
Navigation
2016
Les épreuves de saut à ski aux Jeux olympiques de la jeunesse d'hiver de 2012 ont eu lieu au tremplin olympique au Seefeld Arena à Seefeld, près d'Innsbruck en Autriche, le 14 janvier 2012. Pour la première fois, les femmes ont participé à une épreuve olympique de saut à ski.

## Épreuves
Les épreuves de saut à ski ont inclus une compétition individuelle chez les hommes, et pour la première fois lors de Jeux olympiques, chez les femmes. Il y a eu également une compétition par équipe mixte, avec une équipe composée d'une femme, d'un homme et d'un athlète de combiné nordique.

## Médailles

### Tableau des médailles
| Rang  | Nation    | Or | Argent | Bronze | Total |
| ----- | --------- | -- | ------ | ------ | ----- |
| 1     | Slovénie  | 1  | 1      | 1      | 3     |
| 2     | Allemagne | 1  | 1      | 0      | 2     |
| 3     | Japon     | 1  | 0      | 1      | 2     |
| 4     | Norvège   | 0  | 1      | 0      | 1     |
| 5     | Canada    | 0  | 0      | 1      | 1     |
| Total | Total     | 3  | 3      | 3      | 9     |

### Épreuves
| Épreuves                                    | Or                   | Or        | Argent                        | Argent    | Bronze             | Bronze    |
| ------------------------------------------- | -------------------- | --------- | ----------------------------- | --------- | ------------------ | --------- |
| Individuel hommes résultats détaillés       | Anže Lanišek (SLO)   | 286,1 pts | Mats Soehagen Berggaard (NOR) | 277,8 pts | Yukiya Sato (JPN)  | 260,1 pts |
| Individuel femmes résultats détaillés       | Sara Takanashi (JPN) | 269,3 pts | Katharina Althaus (GER)       | 242,5 pts | Urša Bogataj (SLO) | 239,3 pts |
| Compétition par équipes résultats détaillés | Allemagne            | 640,1 pts | Slovénie                      | 610,5 pts | Canada             | 587,0 pts |

## Qualification
Les nations ayant marqué le plus de points pour le trophée Marc Holder ont droit à une place ainsi que la nation hôte (8 pays). Les places restantes seront attribués selon les résultats de l'épreuve de tremplin normal aux championnats du monde junior. Il y avait 25 places réservées pour la compétition hommes mais après une réattribution, il n'en aura que 24. Les places, mises à jour, ont été annoncées le 13 décembre 2011 mais ils sont sujettes à changement.

## Qualifiés par pays
| CNO                | Hommes     | Femmes     | Total |
| CNO                | Individuel | Individuel | Total |
| ------------------ | ---------- | ---------- | ----- |
| Allemagne          | 1          | 1          | 2     |
| Autriche           | 1          | 1          | 2     |
| Biélorussie        | 1          |            | 1     |
| Bulgarie           | 1          |            | 1     |
| Canada             | 1          | 1          | 2     |
| Chine              |            | 1          | 1     |
| Estonie            | 1          |            | 1     |
| États-Unis         | 1          | 1          | 2     |
| Finlande           | 1          | 1          | 2     |
| France             | 1          | 1          | 2     |
| Hongrie            | 1          |            | 1     |
| Italie             | 1          | 1          | 2     |
| Japon              | 1          | 1          | 2     |
| Kazakhstan         | 1          |            | 1     |
| Norvège            | 1          | 1          | 2     |
| Pays-Bas           | 1          |            | 1     |
| Pologne            | 1          | 1          | 2     |
| République tchèque | 1          | 1          | 2     |
| Roumanie           | 1          |            | 1     |
| Russie             | 1          | 1          | 2     |
| Slovénie           | 1          | 1          | 2     |
| Suisse             | 1          |            | 1     |
| Turquie            | 1          |            | 1     |
| Ukraine            | 1          |            | 1     |
| Total: 24 CNO      | 23         | 14         | 37    |

## Résultats

### Individuel hommes
Source.
| Rang                                | N° | Nom                     | Pays               | Distance 1er saut (en m) | Points 1er saut | Rang 1er saut | Distance 2e saut (en m) | Points 2e saut | Rang 2e saut | Total Points |
| ----------------------------------- | -- | ----------------------- | ------------------ | ------------------------ | --------------- | ------------- | ----------------------- | -------------- | ------------ | ------------ |
| Médaille d'or, Jeux olympiques      | 22 | Anže Lanišek            | Slovénie           | 81,0                     | 143,7           | 1             | 79,0                    | 142,4          | 1            | 286,1        |
| Médaille d'argent, Jeux olympiques  | 21 | Mats Soehagen Berggaard | Norvège            | 77,5                     | 137,8           | 2             | 78,0                    | 140,0          | 2            | 277,8        |
| Médaille de bronze, Jeux olympiques | 5  | Yukiya Sato             | Japon              | 77,0                     | 136,6           | 3             | 73,0                    | 123,5          | 4            | 260,1        |
| 4                                   | 20 | Andreas Wellinger       | Allemagne          | 74,0                     | 127,4           | 5             | 73,0                    | 125,5          | 3            | 252,9        |
| 5                                   | 17 | Miika Ylipulli          | Finlande           | 73,0                     | 124,5           | 7             | 72,5                    | 122,3          | 5            | 246,8        |
| 6                                   | 16 | Tomas Friedrich         | République tchèque | 74,0                     | 127,9           | 4             | 70,5                    | 118,5          | 6            | 246,4        |
| 7                                   | 23 | Elias Tollinger         | Autriche           | 74,0                     | 127,4           | 5             | 71,0                    | 118,2          | 7            | 245,6        |
| 8                                   | 4  | Dusty Korek             | Canada             | 72,5                     | 123,8           | 8             | 70,5                    | 117,0          | 8            | 240,8        |
| 9                                   | 18 | Killian Peier           | Suisse             | 71,5                     | 119,9           | 9             | 70,5                    | 117,0          | 8            | 236,9        |
| 10                                  | 6  | Daniele Varesco         | Italie             | 67,5                     | 107,8           | 10            | 67,0                    | 108,1          | 11           | 215,9        |
| 11                                  | 13 | Oldrik van der Aalst    | Pays-Bas           | 65,5                     | 103,0           | 14            | 68,5                    | 112,2          | 10           | 215,2        |
| 12                                  | 10 | Serhiy Drozdov          | Ukraine            | 69,5                     | 107,6           | 11            | 68,0                    | 107,0          | 12           | 214,6        |
| 13                                  | 11 | Rauno Loit              | Estonie            | 65,5                     | 103,5           | 13            | 65,5                    | 103,5          | 14           | 207,0        |
| 14                                  | 7  | Krysztof Leja           | Pologne            | 64,5                     | 101,1           | 15            | 66,0                    | 105,2          | 13           | 206,3        |
| 15                                  | 19 | Arthur Royer            | France             | 66,5                     | 105,9           | 12            | 61,5                    | 93,9           | 18           | 199,8        |
| 16                                  | 14 | Faik Yuksel             | Turquie            | 64,5                     | 100,6           | 16            | 62,5                    | 95,3           | 16           | 195,9        |
| 17                                  | 3  | Robert Valentin Tatu    | Roumanie           | 62,5                     | 95,8            | 18            | 62,0                    | 92,1           | 19           | 187,9        |
| 18                                  | 8  | Yury Samsonov           | Russie             | 63,5                     | 96,7            | 17            | 60,5                    | 90,0           | 20           | 186,7        |
| 19                                  | 2  | William Rhoads          | États-Unis         | 59,0                     | 86,4            | 20            | 63,0                    | 95,0           | 17           | 181,4        |
| 20                                  | 1  | Akos Szilagyi           | Hongrie            | 60,5                     | 90,0            | 19            | 60,0                    | 87,8           | 21           | 177,8        |
| 21                                  | 15 | Deyan Funtarov          | Bulgarie           | 52,5                     | 63,3            | 21            | 66,0                    | 103,2          | 15           | 166,5        |
| 22                                  | 12 | Aliaksandr Mekhetka     | Biélorussie        | 45,5                     | 46,5            | 22            | 46,5                    | 48,9           | 22           | 95,4         |
| 23                                  | 9  | Kanat Khamitov          | Kazakhstan         | 44,0                     | 40,9            | 23            | 39,5                    | 31,6           | 23           | 72,5         |

### Individuel femmes
Source.
| Rang                                | N° | Nom                   | Pays               | Distance 1er saut (en m) | Points 1er saut | Rang 1er saut | Distance 2e saut (en m) | Points 2e saut | Rang 2e saut | Total Points |
| ----------------------------------- | -- | --------------------- | ------------------ | ------------------------ | --------------- | ------------- | ----------------------- | -------------- | ------------ | ------------ |
| Médaille d'or, Jeux olympiques      | 11 | Sara Takanashi        | Japon              | 76,5                     | 134,4           | 1             | 76,5                    | 134,9          | 1            | 269,3        |
| Médaille d'argent, Jeux olympiques  | 12 | Katharina Althaus     | Allemagne          | 71,0                     | 119,2           | 3             | 72,5                    | 123,3          | 2            | 242,5        |
| Médaille de bronze, Jeux olympiques | 13 | Urša Bogataj          | Slovénie           | 71,5                     | 120,4           | 2             | 71,5                    | 118,9          | 3            | 239,3        |
| 4                                   | 10 | Léa Lemare            | France             | 67,0                     | 108,6           | 4             | 70,5                    | 117,5          | 4            | 226,1        |
| 5                                   | 1  | Taylor Henrich        | Canada             | 64,0                     | 99,4            | 5             | 66,0                    | 105,2          | 5            | 204,6        |
| 6                                   | 7  | Natalie Dejmkova      | République tchèque | 64,5                     | 99,1            | 6             | 63,5                    | 97,2           | 8            | 196,3        |
| 7                                   | 3  | Jenny Rautionaho      | Finlande           | 62,5                     | 96,3            | 8             | 63,5                    | 98,7           | 7            | 195,0        |
| 8                                   | 6  | Karoline Røstad       | Norvège            | 63,5                     | 96,7            | 7             | 62,0                    | 93,1           | 9            | 189,8        |
| 9                                   | 2  | Emilee Anderson       | États-Unis         | 59,5                     | 85,1            | 9             | 65,5                    | 101,0          | 6            | 186,1        |
| 10                                  | 8  | Anastasia Veshchikova | Russie             | 58,0                     | 83,5            | 10            | 59,0                    | 86,4           | 10           | 169,9        |
| 11                                  | 4  | Li Xueyao             | Chine              | 59,5                     | 82,1            | 11            | 58,0                    | 79,5           | 11           | 161,6        |
| 12                                  | 9  | Veronica Gianmoena    | Italie             | 51,0                     | 66,2            | 12            | 55,5                    | 76,0           | 12           | 142,2        |
| 13                                  | 14 | Michaela Kranzl       | Autriche           | 50,0                     | 63,8            | 13            | 50,5                    | 64,5           | 13           | 128,3        |
| 14                                  | 5  | Magdalena Palasz      | Pologne            | 40,5                     | 34,5            | 14            | 43,5                    | 43,2           | 14           | 77,7         |

### Compétition par équipes
Source.
| Rang                                | N° | Pays               | Nom                                                           | Points 1er saut | Rang 1er saut | Points 2e saut | Rang 2e saut | Total Points |
| ----------------------------------- | -- | ------------------ | ------------------------------------------------------------- | --------------- | ------------- | -------------- | ------------ | ------------ |
| Médaille d'or, Jeux olympiques      | 12 | Allemagne          | Katharina Althaus Tom Lubitz Andreas Wellinger                | 309,8           | 1             | 330,3          | 3            | 640,1        |
| Médaille d'argent, Jeux olympiques  | 11 | Slovénie           | Urša Bogataj Luka Pintaric Anže Lanišek                       | 262,5           | 6             | 348,0          | 1            | 610,5        |
| Médaille de bronze, Jeux olympiques | 7  | Canada             | Taylor Henrich Nathaniel Mah Dusty Korek                      | 277,1           | 2             | 309,9          | 4            | 587,0        |
| 4                                   | 9  | Finlande           | Jenny Rautionaho Ilkka Herola Miika Ylipulli                  | 276,2           | 3             | 302,1          | 5            | 578,3        |
| 5                                   | 13 | Japon              | Sara Takanashi Go Yamamoto Yukiya Sato                        | 235,3           | 8             | 340,7          | 2            | 576.0        |
| 6                                   | 10 | Norvège            | Karoline Roestad Harald Johnas Riiber Mats Soehagen Berggaard | 271,2           | 5             | 301,2          | 6            | 572,4        |
| 7                                   | 6  | Autriche           | Michaela Kranzl Paul Gerstgraser Elias Tollinger              | 272,1           | 4             | 276,0          | 9            | 548,1        |
| 8                                   | 8  | République tchèque | Natalie Dejmkova Tomas Portyk Tomas Friedrich                 | 239,3           | 7             | 298,2          | 7            | 537,5        |
| 9                                   | 4  | France             | Léa Lemare Tom Balland Arthur Royer                           | 227,2           | 9             | 283,3          | 8            | 510,5        |
| 10                                  | 5  | Italie             | Veronica Gianmoena Raffaele Buzzi Daniele Varesco             | 222,8           | 10            | 266,8          | 10           | 489,6        |
| 11                                  | 2  | États-Unis         | Emilee Anderson Colton Kissel William Rhoads                  | 205,7           | 12            | 230,5          | 11           | 436,2        |
| 12                                  | 3  | Pologne            | Magdalena Palasz Michal Pytel Krysztof Leja                   | 210,8           | 11            | 215,4          | 12           | 426,2        |
| 13                                  | 1  | Russie             | Anastasia Veshchikova Roman Terekhin Yury Samsonov            | 180,5           | 13            | 178,1          | 13           | 358,6        |